# Pojkatträsket
Pojkatträsket är en sjö i Jokkmokks kommun i Lappland och ingår i Råneälvens huvudavrinningsområde. Sjön har en area på 0,0567 kvadratkilometer och ligger 222,1 meter över havet. Pojkatträsket ligger i Råneälven Natura 2000-område. Sjön avvattnas av vattendraget Skajtebäcken.

## Delavrinningsområde
Pojkatträsket ingår i det delavrinningsområde (737760-173658) som SMHI kallar för Mynnar i Sör-Lillån. Medelhöjden är 256 meter över havet och ytan är 14,74 kvadratkilometer. Det finns inga avrinningsområden uppströms utan avrinningsområdet är högsta punkten. Skajtebäcken som avvattnar avrinningsområdet har biflödesordning 3, vilket innebär att vattnet flödar genom totalt 3 vattendrag innan det når havet efter 112 kilometer. Avrinningsområdet består mestadels av skog (75 procent) och sankmarker (22 procent). Avrinningsområdet har 0,06 kvadratkilometer vattenytor vilket ger det en sjöprocent på 0,4 procent.